# Astragalus antheliophorus
Astragalus antheliophorus är en ärtväxtart som beskrevs av I.Deml. Astragalus antheliophorus ingår i släktet vedlar, och familjen ärtväxter. Inga underarter finns listade i Catalogue of Life.